# Chantal Cusin-Berche
Chantal Cusin-Berche, née le 18 juin 1943 à Neuilly-sur-Seine et morte le 9 avril 2024,, à Limeil-Brévannes, est une peintre française, directrice de centres d'art, présidente du Centre national des arts plastiques (CNAP) de 2001 à 2008, et présidente de l'École Supérieure des Beaux-Arts de Nantes-Saint-Nazaire de 2010 à 2017.

## Biographie
Chantal Cusin-Berche étudie la peinture à l'École nationale supérieure des beaux-arts de Paris d'où elle sort diplômée en 1968.
Elle mène une carrière artistique en tant que peintre entre 1965 et 1983 avec plus d'une vingtaine d'expositions à son actif, en France et à l'étranger.
Elle poursuit sa carrière en s'engageant dans l'administration culturelle.
De 1984 à 1992, Chantal Cusin-Berche dirige le Centre d'Art Contemporain Pablo Neruda de Corbeil-Essonnes.
Elle prend ensuite la direction de La Ferme du Buisson à Noisiel, qui est à sa création en 1992 un centre innovant, aménagé dans un site historique, se situant à la croisée des arts en proposant de nouvelles approches de la création au public.
Elle y innove en créant des événements interdisciplinaires, notamment entre danse et arts plastiques, dont certains feront dates tels que : Entre/Actes, 1993, avec une collaboration de Jean-Michel Othoniel et Daniel Larrieu, Richard Serra pour Le Sacre du Printemps, version de Tanaka Min.
Présidente du CIPAC, Fédération des professionnels de l'art contemporain, en 2001 et 2002, elle y mène une action convaincue pour faire évoluer les conditions et le contexte professionnel des acteurs du secteur des arts visuels. En 2002, elle rejoint la Délégation aux Arts Plastiques du Ministère de la Culture en tant que cheffe du département artistes.
En 2003, Chantal Cusin-Berche est nommée à la Direction du Centre National des Arts Plastiques, mission qu'elle poursuit jusqu'à sa retraite en 2008 . Elle y conduit la structuration actuelle du CNAP dans ses différentes missions : gestion du Fonds National d'art Contemporain, avec une réserve de près de 90 000 œuvres dans la Tour Atlantique de la Défense, mise en place de dispositifs de soutien pour les professionnels des arts visuels.
Présidente de l'École supérieure des beaux-arts de Nantes, devenue École supérieure des beaux-arts de Nantes Saint-Nazaire de 2010 à 2017, Chantal Cusin-Berche accompagne et soutient le développement de l'école jusqu'à sa configuration actuelle et son installation sur le site de l’Île de Nantes. 

## Distinctions
Chantal Cusin-Berche est décorée de la Légion d'Honneur, au grade de chevalier, en date du 10 avril 2009.

## Vie privée
Elle est l’épouse de Jean-Pierre Vielfaure, peintre et graveur, mort en avril 2015, et la mère de Guillaume Viens, commissaire général de la Foire Art Paris depuis 2011. 

## Publications, catalogues (extraits)
- Manifesto  : côté Sud, Entschuldigung, Villeurbanne : Institut d'art contemporain ; Noisiel : Centre d'art contemporain-La Ferme du buisson, 1999
- Transpositions : Hypothèses sur le mouvement, Éditions La Ferme du Buisson, Centre d'Art Contemporain, 1993
- Richard Purdy Fictions Historiques, publié par CAC Pablo Neruda, Corbeil-Essonnes, 1990
- Transes-Figurations, publié par CAC Pablo Neruda, Corbeil-Essonnes, 1988
- Les Arpenteurs de l'Utopie, publié par CAC Pablo Neruda, Corbeil-Essonnes, 1985
- Christian Jaccard - papiers calcinés, 1974-1984, publié par CAC Pablo Neruda, Corbeil-Essonnes, 1985